# Куре (Хіросіма)

34°14′57″ пн. ш. 132°33′57″ сх. д. / 34.24917° пн. ш. 132.56583° сх. д.
Куре́ (яп. 呉市, くれし, МФА: [kuɾe ɕi̥]) — місто в Японії, в префектурі Хіросіма.

## Загальні відомості

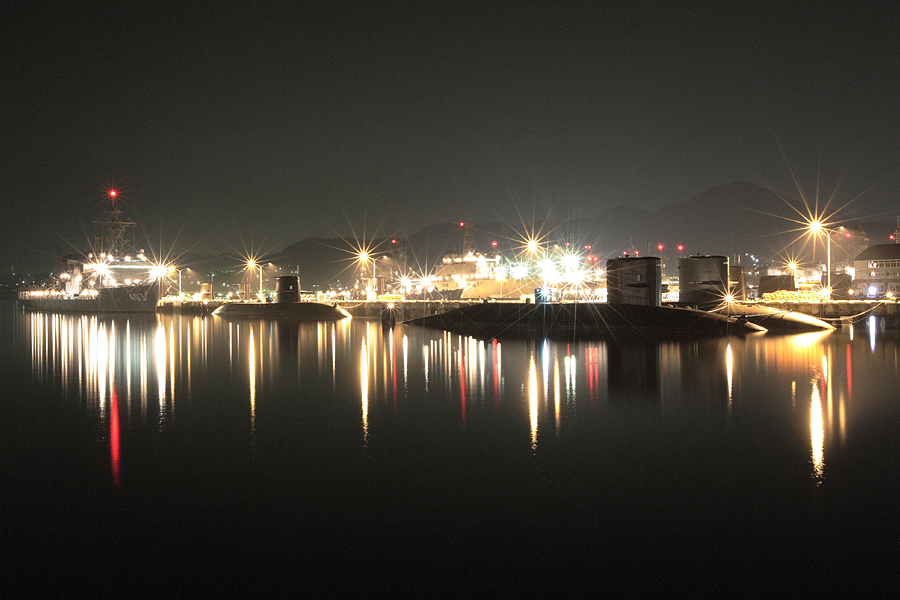
Куреська база Військово-морських Сили Самооборони Японії.

Куре розташоване у південній частині префектури Хіросіма, на березі Внутрішнього Японського моря. Місто належить до особливих міст Японії. Утворене 1902 року.
Куре відоме суднобудівною промисловістю. За часів Японської імперії тут розміщувалась одна з баз ВМС Японії. У Куре був сконструйований найбільший корабель Другої світової війни — Лінкор «Ямато». Йому присвячений музей, який входить до числа найпопулярніших музеїв країни.
Станом на 1 жовтня 2015 площа міста становила 353,85 км². Станом на 2015 рік населення міста становило 228 552 особи.

## Етимологія
Існують дві гіпотези, що пояснюють етимологію назви міста. Перша стверджує, що його найменування походить від старояпонського слова «куре» (榑) — «колода». Воно пов'язане із лісозаготівлею і суднобудуванням, основою міського господарства. Інша гіпотеза виводить назву міста від слова «куре» (九嶺) — «дев'ять бескидів», які оточують центральну територію міста. Друга гіпотеза вважається загальноприйнятою. На її основі було створено емблему і прапор Куре у вигляді ієрогліфа «місто» (市), оточеного дев'ятьма горами.

## Географія
Куре розташований на північно-західному березі Внутрішнього Японського моря. На півночі місто межує по суходолу з містом Хіґасі-Хіросіма і районом Акі міста Хіросіма, а також містечками Сака і Кумано. На заході воно має спільний морський кордон із містом Етадзіма, а на сході — з містом Осакі-Камідзіма. На південь від Куре, на протилежному південному березі Внутрішнього моря, розташовані міста Мацуяма та Імабарі великого острова Шікоку.
Площа Куре на 1 жовтня 2007 становила близько 353,74 км². Окрім центральної частини, розташованої на острові Хонсю, місто займає територію прилеглих сусідніх островів Насаке, Сімо-Камаґарі, Камі-Камаґарі, Тойо, Осакі-Сімо, Курахасі.
Рельєф Куре переважного гористий, рівнин мало. Найвища точка — гора Норо, висотою 839 м над рівнем моря. Гірські пасма тягнуться прямо до берегів Внутрішнього Японського моря. Містом протікають річки Футаґава, Норо та Куросе. Центральна частина міста знаходиться у підніжжя гір і поступово переходить на їхні схили у вигляді терас.
Клімат Куре — вологий субтропічний. Середня кількість опадів — 1300 мм.
Містом проходять залізниця компанії JR, автомагістраль «Хіросіма-Куре», державні автомагістралі 31, 185, 375 і 487. Через міський порт Куре зв'язано із населеними пунктами сусідніх островів Кюсю та Шікоку.

## Історія

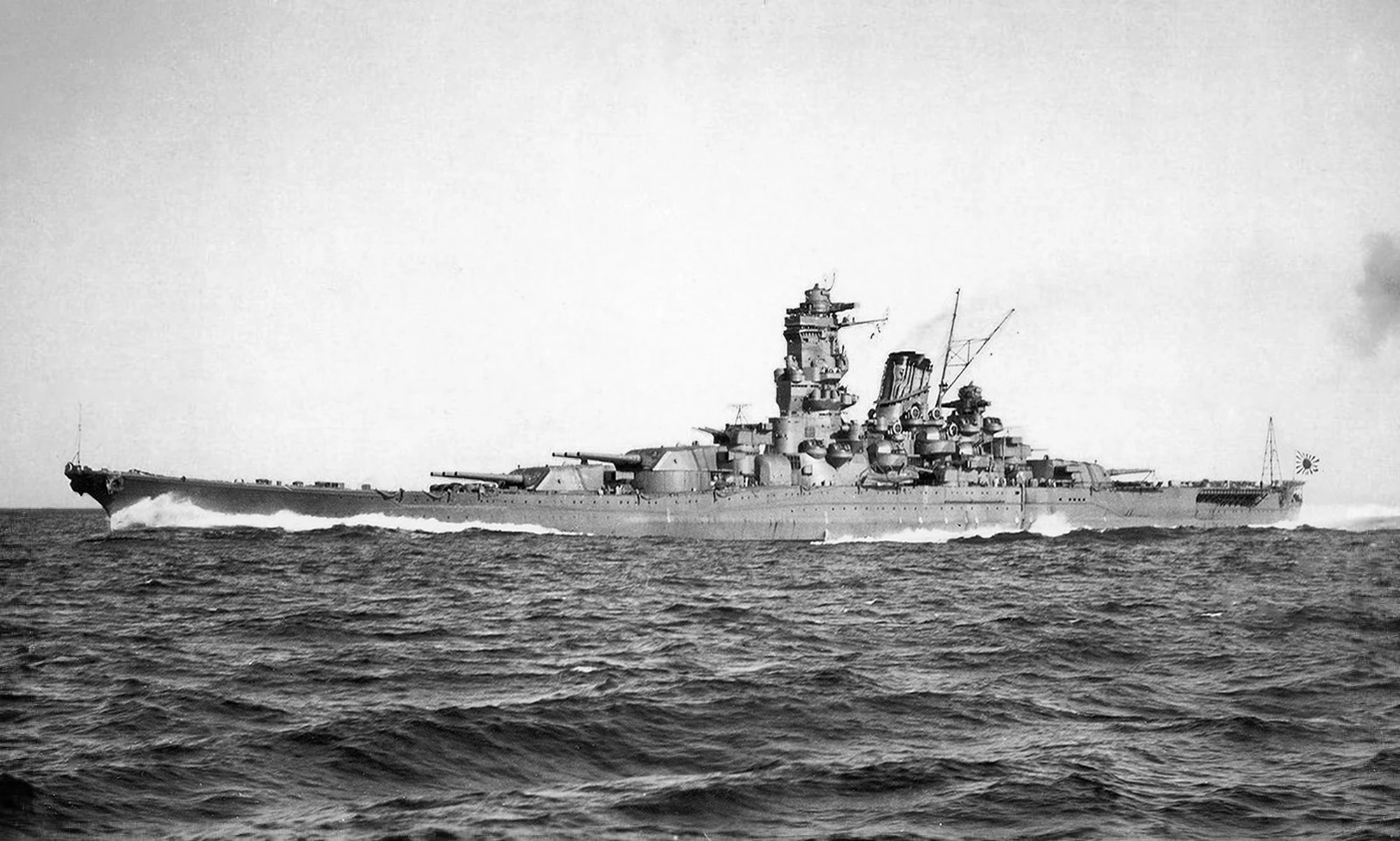
Лінкор «Ямато»

| 1 липня 1889     |  | відкрито базу Куреського гарнізону Імперського флоту Японії. |
| 1 жовтня 1902    |  | засновано місто Куре шляхом об'єднання наступних населених пунктів повіту Акі: містечок Васьо і Футаґава, а також сіл Міяхара і Сьоямада.                                                         |
| 1 липня 1903     |  | засновано Куреський арсенал Імперського флоту Японії. |
| 1 квітня 1928    |  | приєднано три містечка повіту Акі: Йосіура, Кеґоя і Аґа. |
| 21 квітня 1941   |  | приєднано містечко Ніґата і село Хіро повіту Акі. |
| 5 травня 1945    |  | зруйновано Хіроський арсенал Імперського флоту Японії в результаті бомбардування ВПС Армії США.                                                                                                   |
| 22 червня 1945   |  | зруйновано Куреський арсенал Імперського флоту Японії в результаті бомбардування ВПС Армії США.                                                                                                   |
| 1 липня 1945     |  | зруйновано центр міста Куре в результаті бомбардування ВПС Армії США. |
| 24—28 липня 1945 |  | зруйновано Куреський військовий порт в результаті бомбардування ВПС Армії США. |
| 1946             |  | встановлено штаб-квартиру британських окупаційних сил в місті Куре, що згодом перейшла під контроль США. Місто перетворено на адміністративний центр окупаційних сил в регіонах Тюґоку та Шікоку. |
| 28 червня 1950   |  | оголошено закон про передачу у власність міст військових портів. Куреський військовий порт перетворено на міський порт.                                                                           |
| 1 липня 1954     |  | засновано Куреську базу Військово-морських сил самооборони Японії. |
| 1 жовтня 1956    |  | приєднано містечко Тенно і село Сьова повіту Акі, та село Ґохара повіту Камо. |
| 1 листопада 2000 |  | надано статус особливого міста Японії. |
| 24 березня 2001  |  | зафіксовано землетрус силою 5 балів за шкалою Ріхтера. |
| 1 квітня 2003    |  | приєднано містечко Сімо-Камаґарі повіту Акі. |
| 1 квітня 2004    |  | приєднано містечко Кавадзірі повіту Тойота. |
| 20 березня 2005  |  | приєднано містечка Ондо, Курахасі та Камаґарі повіту Акі, а також містечка Ясуура, Тойохама і Ютака повіту Тойота.                                                                                |

## Економіка
До Другої світової війни Куре був одним з найбільших центрів японської військово-промислового комплексу. Його головними галузями господарства були важка промисловість і суднобудування. Після 1948 року розпочалася демілатризація міської економіки, однак галузевий розподіл залишився без змін. На початку 21 століття в Куре працюють суднобудівні ди корпорацій Хітаті та IHI, металургійні заводи компаній Йодоґава, Ніссін і машинобудівний завод підприємства Бабкок-Хітаті.
Окрім традиційної для Куре важкої промисловості, в місті працюють підприємства легкої — паперовий завод Одзі та завод з виготовлення посуду та металевих деталей Дайкуре. Також тут діють фабрики з виготовлення електротоварів корпорацій Міцутойо та Діско.
В Куре розташовані регіональна філія Національного інституту передової промисловості і технологій та Західний центр промисловості і технологій префектури Хіросіма, які займаються розробкою та втіленням технологічних інновацій.
Традиційними ремеслами регіону Куре, що набули розвитку у 17 — 19 століттях, є виробництво саке, точильних каменів та напилків.

## Населення
Населення міста Куре на 1 червня 2011 становило близько 237 582 осіб. Густота населення становила 671,6 осіб/км².
| 1942 | близько 400 000 |
| 1980 | 302 766         |
| 1985 | 293 584         |
| 1990 | 280 429         |
| 1995 | 270 179         |
| 2000 | 259 224         |
| 2005 | 251 003         |
| 2010 | 239 973         |
| 2015 | 228 552         |

## Культура
- Сад соснових хвиль (松濤園) — музейно-парковий комплекс в Сімо-Камаґарі.
- Павільйон милування хвилями (観瀾閣) — пам'ятка архітектури національного значення в Сімо-Камаґарі.

## Міста-побратими
- Бремертон, США (20 вересня 1970)
- Марбелья, Іспанія (6 грудня 1990)
- Чінхе, Республіка Корея (12 жовтня 1991)
- Дайсен, Японія (29 вересня 1995)
- Веньчжоу, КНР (3 травня 2001)